# 1re série 1964/65
Die Saison 1964/65 war die 43. Spielzeit der 1re série, der höchsten französischen Eishockeyspielklasse. Meister wurde zum insgesamt 21. Mal in der Vereinsgeschichte der Chamonix Hockey Club.

## Modus
In der Hauptrunde absolvierten die fünf Mannschaften jeweils acht Spiele. Der Erstplatzierte der Hauptrunde wurde Meister. Für einen Sieg erhielt jede Mannschaft zwei Punkte, bei einem Unentschieden gab es einen Punkt und bei einer Niederlage null Punkte.

## Finalturnier
|    | Klub                                  | Sp | S | U | N | T   | GT | Punkte |
| -- | ------------------------------------- | -- | - | - | - | --- | -- | ------ |
| 1. | Chamonix Hockey Club                  | 8  | 8 | 0 | 0 | 122 | 15 | 16     |
| 2. | Athletic Club de Boulogne-Billancourt | 8  | 5 | 1 | 2 | 72  | 42 | 11     |
| 3. | Ours de Villard-de-Lans               | 8  | 2 | 3 | 3 | 33  | 52 | 7      |
| 4. | Gap Hockey Club                       | 8  | 1 | 2 | 5 | 23  | 71 | 4      |
| 5. | Français Volants                      | 8  | 1 | 0 | 7 | 28  | 98 | 2      |

Sp = Spiele, S = Siege, U = Unentschieden, N = Niederlagen